# What We Become
«Cómo Nos Convertimos» —título original en inglés: «What We Become»— es el decimotercer episodio de la décima temporada de la serie de televisión The Walking Dead. Se estrenó el día 20 de marzo de 2020 en exclusividad para AMC Premium, por medio de pago para ver el episodio, el día 22 de marzo se estrenó para AMC en todo Estados Unidos. Fue dirigido por Sharat Raju y el guion estuvo a cargo de Vivian Tse. 
Después de la muerte de Siddiq (Avi Nash), Michonne (Danai Gurira) se embarca en un viaje a la isla de Virgil (Kevin Carroll), para obtener armas con objetivo de derrotar a Alpha y Los Susurradores y ayudar a Virgil a reunirse con su familia, sin imaginar que algo les espera más que una trampa.
Este episodio presenta el regreso de Avi Nash como Siddiq, cuyo personaje fue asesinado en el séptimo episodio de la décima temporada, "Open Your Eyes". También marca las apariciones finales de Danai Gurira (Michonne), quien apareció por primera vez en tercera temporada, en el primer episodio "Seed". El episodio presenta imágenes de archivo de Andrew Lincoln (Rick Grimes), Chandler Riggs (Carl Grimes), Laurie Holden (Andrea), Steven Yeun (Glenn Rhee), Lauren Cohan (Maggie Greene), Sonequa Martin-Green (Sasha Williams), Michael Cudlitz (Abraham Ford), Austin Amelio (Dwight), Steven Ogg (Simon) y otros miembros recurrentes del elenco.

## Trama
Virgil lleva a Michonne a la isla Bloodsworth, una base naval abandonada donde afirma que su familia y un alijo de armas se pueden encontrar. Michonne comienza a sospechar rápidamente y Virgil admite que su familia murió dentro de la base y desea su ayuda para acabar con ellos. Ella acepta a regañadientes y ayuda a Virgil a eliminar a una serie de caminantes antes de encontrar a la familia reanimada de Virgil, quienes se ahorcaron, Michonne los elimina y Virgil finalmente puede enterrar a su familia.
En medio de la noche, una impaciente Michonne se escapa para buscar las armas, pero pronto se da cuenta de que Virgil, la ha llevado a una trampa y este la encierra en una celda. Ella descubre que hay otros atrapados en la celda siguiente, ex amigos de Virgil. Habían ido con Virgil a buscar recursos antes de partir en barco y Virgil encerró a su familia sin darse cuenta dentro de una de las celdas, lo que lo llevó a una fuerte desesperación y lo volvió loco.
Virgil le da a Michonne una comida y sin darse cuenta de que este le había puesto una droga y le da alucinaciones. En estas secuencias, primero recuerda a Siddiq y luego experimenta su vida si había ignorado los gritos de ayuda de Andrea, lo que la llevó a unirse a los Salvadores. En las alucinaciones, Michonne fue una de los salvadores presentes durante el al satélite y mata a Glenn Rhee y Heath y fue la que castigó al grupo de Rick con Lucille y luego se eligió a sí misma. Finalmente, en la guerra contra Los Salvadores, Michonne está siendo perseguida a través de un bosque por la Milicia, donde Daryl le dispara en el pecho con su ballesta. Mientras ella muere, Michonne intenta agarrar su katana, pero Rick la detiene, quien le dispara en la cabeza con su Colt Python.
Michonne se despierta de sus sueños, vomita y Virgil le ofrece agua. Ella lo apuñala con un tenedor y huye. Michonne libera a los otros sobrevivientes atrapados y se apresura afuera para encontrar que el bote, el cual había sido destruido. Atrapan a Virgil y lo encierran. Los otros tres quieren matarlo, pero Michonne los retiene e intenta razonar a través de la mente enloquecida de Virgil para ver si hay armas cerca. Michonne lo libera y él la lleva a una habitación con su equipo, donde ve un par de botas que pertenecieron a Rick. Ella exige que Virgil le muestre dónde los consiguió y él la lleva a un bote lavado. En el interior, Michonne encuentra un teléfono celular con el nombre de Rick y un dibujo de ella y Judith grabado en su superficie. Michonne cree que Rick sigue vivo y encuentra una posible ubicación para él cerca de Nueva Jersey en el libro de registro del barco.
Virgil ayuda a arreglar el bote, pero decide quedarse en la isla. Michonne se va con los demás y contacta a Judith a través de walkie-talkie, diciéndole que Rick está vivo y planea hablar con ella todos los días mientras busca. Michonne comienza su búsqueda, ella utiliza a dos mascotas caminantes como lo hizo en el pasado para disfrazarse entre los caminantes, más tarde Michonne se encuentra con dos sobrevivientes que piden ayuda, que se han quedado atrás, señalando una gran cantidad de formaciones humanas organizadas que se mueven hacia el norte. Michonne ayuda a los sobrevivientes para ponerse al día.

## Producción y desarrollo
El episodio marco la salida de Danai Gurira como Michonne. La salida de Gurira de la serie se anunció en febrero de 2019. En julio de 2019, Gurira confirmó su salida en un panel en San Diego Comic-Con, y declaró:

Puedo confirmar que esta es la última temporada que estaré en este increíble programa de televisión como Michonne. Solo me gustaría decir que esta ha sido una de las alegrías más puras de mi vida. Estoy muy, muy agradecida por la experiencia que he tenido en formas que ni siquiera puedo expresar en este momento. Mi corazón no se va ... nunca termina, la conexión entre nosotros nunca termina. Fue una decisión muy difícil. Se trataba de mi vocación y otras cosas a las que me siento llamado ... como creador de trabajo. Todo lo que me llena es mucho dolor por irme y mucha gratitud a todos ustedes. Los amo chicos. La familia TWD es para siempre.

Durante una entrevista con Dalton Ross escribiendo para Entertainment Weekly, Gurira expresó su aprecio por la serie y dijo:

Fue muy, muy, muy emotivo. Había mucho amor Recibí tanto amor que me sorprendió la cantidad de amor que recibí de todos. Cuando recibes todo ese amor al mismo tiempo cuando te vas, me sentí abrumada y más que llena de gratitud. Y entonces estás temiendo ese último día, ese último minuto, ese último cuadro, lo estás temiendo. Eso es. Y al mismo tiempo, hay tanta belleza y amor a su alrededor que puedes estar en el momento con él. Entonces fue genial. Fue hermoso. Fue como salir de casa. No hay nada como eso.

Kirsten Acuna de Business Insider entrevistando a la showrunner, Angela Kang sobre la salida de Gurira y Kang dijo:

Una cosa que surgió desde el principio como que nos sentimos críticamente importantes para todos nosotros en el lado de la escritura, así como Danai, fue la idea de evidencia concreta de la presencia de Rick y una dirección a seguir ", dijo Kang. "Las botas son una parte icónica del disfraz de Rick, habrían estado en su persona en el momento de la explosión del puente y serían inmediatamente reconocibles para Michonne, así que así es como llegamos a tener esta primera pista.

Kang le dijo a The Hollywood Reporter obre cómo el final de la historia de Michonne cobró vida y dijo:

La idea de que ella posiblemente se uniera al universo fílmico fue emocionante para todos. Como Danai y Scott estaban teniendo esas conversaciones, similares a las de Andy sobre cómo iba a hacer la transición [de la serie], solo necesitaba la información del punto final, tomarla y descubrir cómo elaborar una transferencia de la mejor manera. como podamos.

Varios ex personajes principales de la serie aparecen a través de imágenes de archivo, incluyendo a Andrew Lincoln (Rick Grimes), Chandler Riggs (Carl Grimes), Laurie Holden (Andrea), Steven Yeun (Glenn Rhee), Lauren Cohan (Maggie Greene), Sonequa Martin-Green (Sasha Williams), Michael Cudlitz (Abraham Ford), Austin Amelio (Dwight) y Steven Ogg (Simon). Avi Nash (Siddiq) regresa en un nuevo metraje en las alucinaciones de Michonne. El episodio también marca la partida de Nash, quien apareció por primera vez en el episodio "Mercy" en la octava temporada. Imágenes de archivo de los episodios "Pretty Much Dead Already", "Beside the Dying Fire", "Hounded", "Not Tomorrow Yet", "Last Day on Earth" y "The Day Will Come When You Won't Be" también se muestra, con algunas partes que incorporan nuevas imágenes de Michonne en episodios anteriores como parte de un "qué pasaría si" escenario; como Michonne siendo parte de Los Salvadores.
Mientras Gurira dejó el programa, la conclusión del episodio estableció su posible regreso con las tres películas planeadas en las que Andrew Lincoln y Pollyanna McIntosh (Jadis/Anne) aparecerán en la pantalla grande, involucrando a un grupo misterioso conocido como los Tres Anillos, una fuerza militarista que se ve a sí misma como el futuro de la humanidad. Esta es la fuerza que no solo se ve al final de este episodio, sino con quién Jadis estuvo en contacto y rescató a Rick al final de "What Comes After", y el grupo del que Isabella es en el episodio "The End of Everything" de Fear the Walking Dead. Los adolescentes en el segundo espectáculo derivado,  The Walking Dead: World Beyond  son de una de las comunidades creadas por los Tres Anillos. Según Kang, ni la producción ni Gurira han descartado la reaparición de Michonne en estas películas, y usé el episodio para configurar una historia abierta para trabajar en eso en caso de que se presentara la oportunidad.

## Recepción

### Recepción crítica
"What We Become" recibió críticas positivas. En Rotten Tomatoes, el episodio tiene un índice de aprobación del 82% con un puntaje promedio de 7.6 de 10, basado en 17 revisiones. El consenso crítico del sitio dice: "Michonne recibe una salida admirable y mayormente exitosa de The Walking Dead, sin duda alguna 'What We Become' ofrece una serie de escenarios fascinantes 'Triplicados' de su pasado".
Alex McLevy escribiendo para The A.V. Club le dio al episodio una A- y en su crítica dijo: "En total, este fue uno de los episodios de despedida más exitosos que la serie ha hecho en años: una mirada aguda a uno de sus mejores personajes y un potente recordatorio de cuánto se perderá [Danai] Gurira".
Matt Fowler de IGN le dio al episodio un 9 sobre 10 y escribió: "A pesar del hecho de que la elección final de mitad de temporada de Michonne para dejar a sus amigos y familiares se sintió apurada y equivocada," What We Become "fue un episodio estelar con un versión perversamente deformada de la vida de Michonne ". Aaron Neuwirth de "We Live Entertainment" elogió el episodio y escribió: "La magia de la escritura y la dirección de este episodio es cómo es capaz de lograr mucho en cuanto a mirar hacia atrás en los años de Danai Gurira en el programa".
Escribiendo en su reseña para TV Fanatic, Paul Dailly elogió el episodio y escribió: "What We Become" será uno de los mejores episodios de The Walking Dead. Nunca. Llevó la historia de Michonne a una conclusión ambigua y si esa fue realmente la última posición de Gurira como favorita de los fanáticos, entonces fue perfecta.
Noetta Harjo de Geek Girl Authority elogió el episodio y escribió: "Disfruté del escenario "Que pasaría si" porque muestra cómo una elección en la vida puede llevarlos por un camino diferente. Y también muestra que incluso cuando Rick las personas eran los buenos, también eran los malos".

### Calificaciones
"What We Become" recibió 3,66 millones de espectadores, en comparación con la calificación del episodio anterior.